# Mesquita Central de Seul
A Mesquita Central de Seul foi inaugurada em 1976, em Itaewon, Seul. Está localizada em Hannam-dong, Yongsan-gu. Realiza palestras em inglês, árabe e coreano. É a única mesquita de Seul.